# Jun Kasai
Jun Kasai (葛西 純, Kasai Jun) (né le 9 septembre 1974 à Obihiro, Préfecture d'Hokkaidō, est un catcheur (lutteur professionnel) japonais. Il travaille actuellement à la Wrestle-1.

## Carrière

### Dramatic Dream Team (2001, 2008-2019)
Le 23 aout, ils perdent contre Kudo et Yasu Urano dans un Four Way Elimination Match qui comprenaient également Francesco Togo et Piza Michinoku ainsi que Kenny Omega et Mike Angel et ne remportent pas les KO-D Tag Team Championship.
Le 20 mars 2017, il perd son titre contre Daisuke Sasaki dans un Hardcore Match,.

### All Japan Pro Wrestling (2003-2004, 2020-...)
Le 3 janvier 2021, il bat Yoshitatsu dans un Tables, Ladders and Chairs Match et remporte le Gaora TV Championship. Le 24 janvier, il conserve son titre contre Black Menso-re dans un Hardcore Match.

### Wrestle-1 (2015-2019)
Le 12 juillet, lui et Manabu Soya battent Team 246 (Kaz Hayashi & Shūji Kondō) et remportent les Wrestle-1 Tag Team Championship. Le 27 novembre, ils perdent les titres contre TriggeR (Masayuki Kōno et Shūji Kondō).
Le 29 juillet 2016, ils battent Yasufumi Nakanoue et Yuji Okabayashi et remportent les Wrestle-1 Tag Team Championship pour la deuxième fois. Le 19 août, ils rendent les titres vacants à la suite d'une blessure à l'épaule de Soya
Le 9 décembre, lui, Shūji Kondō et Nosawa Rongai battent Andy Wu, Daiki Inaba et Seiki Yoshioka et remportent les UWA World Trios Championship.

## Palmarès
- All Japan Pro Wrestling
  - 1 fois Gaora TV Championship

- Apache Army
  - 2 fois WEW World Tag Team Championship avec Jaki Numazawa (1) et Tomoaki Honma (1)

- Combat Zone Wrestling
  - 1 fois CZW Ultraviolent Underground Championship
  - 1 fois CZW World Junior Heavyweight Championship
  - 1 fois CZW World Tag Team Championship avec Men's Teioh
  - CZW Tournament of Death (2014)

- Dramatic Dream Team
  - 1 fois DDT Extreme Division Championship

- Dove Pro Wrestling
  - 1 fois Dove Pro Tag Team Chapionship avec GUNSO

- Pro-Wrestling Freedoms
  - 3 fois King of Freedom World Championship
  - 1 fois King of Freedom World Tag Team Championship avec Masashi Takeda

- Ice Ribbon
  - 1 fois International Ribbon Tag Team Championship avec Miyako Matsumoto

- Independent Wrestling Association East Coast
  - Masters of Pain (2006)

- Wrestle-1
  - 1 fois UWA World Trios Championship avec Nosawa Rongai et Shūji Kondō[11]
  - 2 fois Wrestle-1 Tag Team Championship avec Manabu Soya

## Récompenses des magazines
- Pro Wrestling Illustrated

| Année | 2016 | 2017 à 2021 | 2022 | 2023 |
| ----- | ---- | ----------- | ---- | ---- |
| Rang  | 341  | Non classé  | 248  | 231  |